# Bamra sublimis
Bamra sublimis là một loài bướm đêm trong họ Noctuidae.